# Xã Clay, Quận Hendricks, Indiana
Xã Clay (tiếng Anh: Clay Township) là một xã thuộc quận Hendricks, tiểu bang Indiana, Hoa Kỳ. Năm 2010, dân số của xã này là 2.256 người.